# Bill Gormlie
Bill Gormlie (Liverpool, 12 maggio 1911 – 10 luglio 1976) è stato un allenatore di calcio e calciatore inglese.
Ha guidato la Nazionale del Belgio per sei anni e l'Anderlecht per un decennio durante tutti gli anni cinquanta: con i belgi ha vinto cinque titoli nazionali.

## Statistiche d'allenatore

### Club
In grassetto le competizioni vinte.
| Stagione        | Squadra         | Campionato      | Campionato | Campionato | Campionato | Campionato | Coppe nazionali | Coppe nazionali | Coppe nazionali | Coppe nazionali | Coppe nazionali | Coppe continentali | Coppe continentali | Coppe continentali | Coppe continentali | Coppe continentali | Altre coppe | Altre coppe | Altre coppe | Altre coppe | Altre coppe | Totale | Totale | Totale | Totale | Vittorie % | Piazzamento |
| Stagione        | Squadra         | Comp            | G          | V          | N          | P          | Comp            | G               | V               | N               | P               | Comp               | G                  | V                  | N                  | P                  | Comp        | G           | V           | N           | P           | G      | V      | N      | P      | %          | Piazzamento |
| --------------- | --------------- | --------------- | ---------- | ---------- | ---------- | ---------- | --------------- | --------------- | --------------- | --------------- | --------------- | ------------------ | ------------------ | ------------------ | ------------------ | ------------------ | ----------- | ----------- | ----------- | ----------- | ----------- | ------ | ------ | ------ | ------ | ---------- | ----------- |
| 1950-1951       | Anderlecht      | DH              | 30         | 13         | 12         | 5          | -               | -               | -               | -               | -               | -                  | -                  | -                  | -                  | -                  | -           | -           | -           | -           | -           | 30     | 13     | 12     | 5      | 43,33      | 1º          |
| 1951-1952       | Anderlecht      | DH              | 30         | 14         | 11         | 5          | -               | -               | -               | -               | -               | -                  | -                  | -                  | -                  | -                  | -           | -           | -           | -           | -           | 30     | 14     | 11     | 5      | 46,67      | 6º          |
| 1952-1953       | Anderlecht      | D1              | 30         | 19         | 8          | 3          | -               | -               | -               | -               | -               | -                  | -                  | -                  | -                  | -                  | -           | -           | -           | -           | -           | 30     | 19     | 8      | 3      | 63,33      | 2º          |
| 1953-1954       | Anderlecht      | D1              | 30         | 14         | 7          | 9          | CB              | 1               | 0               | 0               | 1               | -                  | -                  | -                  | -                  | -                  | -           | -           | -           | -           | -           | 31     | 14     | 7      | 10     | 45,16      | 1º          |
| 1954-1955       | Anderlecht      | D1              | 30         | 19         | 8          | 3          | CB              | 1               | 0               | 0               | 1               | -                  | -                  | -                  | -                  | -                  | -           | -           | -           | -           | -           | 31     | 19     | 8      | 3      | 61,29      | 1º          |
| 1955-1956       | Anderlecht      | D1              | 30         | 18         | 6          | 6          | CB              | 2               | 1               | 0               | 1               | CC                 | 2                  | 0                  | 0                  | 2                  | -           | -           | -           | -           | -           | 34     | 19     | 6      | 9      | 55,88      | 1º          |
| 1956-1957       | Anderlecht      | D1              | 30         | 16         | 6          | 8          | -               | -               | -               | -               | -               | CC                 | 2                  | 0                  | 0                  | 2                  | -           | -           | -           | -           | -           | 32     | 16     | 6      | 10     | 50,00      | 2º          |
| 1957-1958       | Anderlecht      | D1              | 30         | 12         | 5          | 13         | -               | -               | -               | -               | -               | -                  | -                  | -                  | -                  | -                  | -           | -           | -           | -           | -           | 30     | 12     | 5      | 13     | 40,00      | 5º          |
| 1958-1959       | Anderlecht      | D1              | 30         | 19         | 6          | 5          | -               | -               | -               | -               | -               | -                  | -                  | -                  | -                  | -                  | -           | -           | -           | -           | -           | 30     | 19     | 6      | 5      | 63,33      | 1º          |
| 1959-1960       | Anderlecht      | D1              | 30         | 16         | 5          | 9          | -               | -               | -               | -               | -               | CC                 | 2                  | 0                  | 0                  | 2                  | -           | -           | -           | -           | -           | 32     | 16     | 5      | 11     | 50,00      | 2º          |
| Totale carriera | Totale carriera | Totale carriera | 300        | 160        | 74         | 66         |                 | 4               | 1               | 0               | 3               |                    | 6                  | 0                  | 0                  | 6                  |             | -           | -           | -           | -           | 310    | 161    | 75     | 75     | 51,94      |             |

## Palmarès

### Allenatore

#### Competizioni nazionali
- Campionato belga: 5

Anderlecht: 1950-1951, 1953-1954, 1954-1955, 1955-1956, 1958-1959